# Хенбури (метеорит)
Хенбури (или Генбери; от англ. Henbury) — железный метеорит весом около 2 тонн., а также кратерное поле от падения его осколков в Австралии.

Кратер на месте падения

## История
Упал в Австралии, Северная территория, около Станции Хенбури (Henbury Station), несколько тысяч лет назад, был обнаружен в 1931 году. Устаревшее русскоязычное название «Тенбери».
Осколки упавшего метеорита образовали серию кратеров Хенбури, на месте которых был создан заповедник «Метеориты Хенбури» (англ. Henbury Meteorites Conservation Reserve).

## Описание
В РАН хранятся фрагменты, общий вес — 1200 кг.

## Применение
В Доллар Ниуэ 2017 года, Серия Космос «Метеориты», был вставлен кусочек метеорита Хенбури